# Siku (Panflöte)

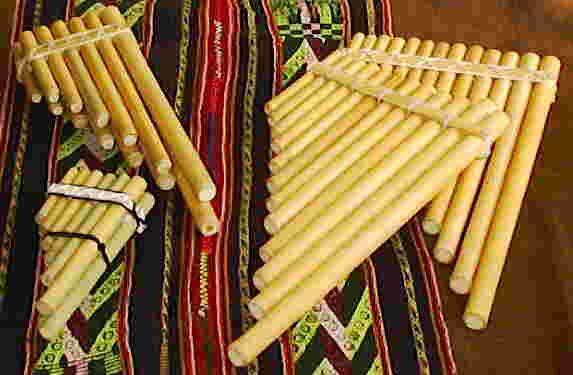
Verschiedene siku

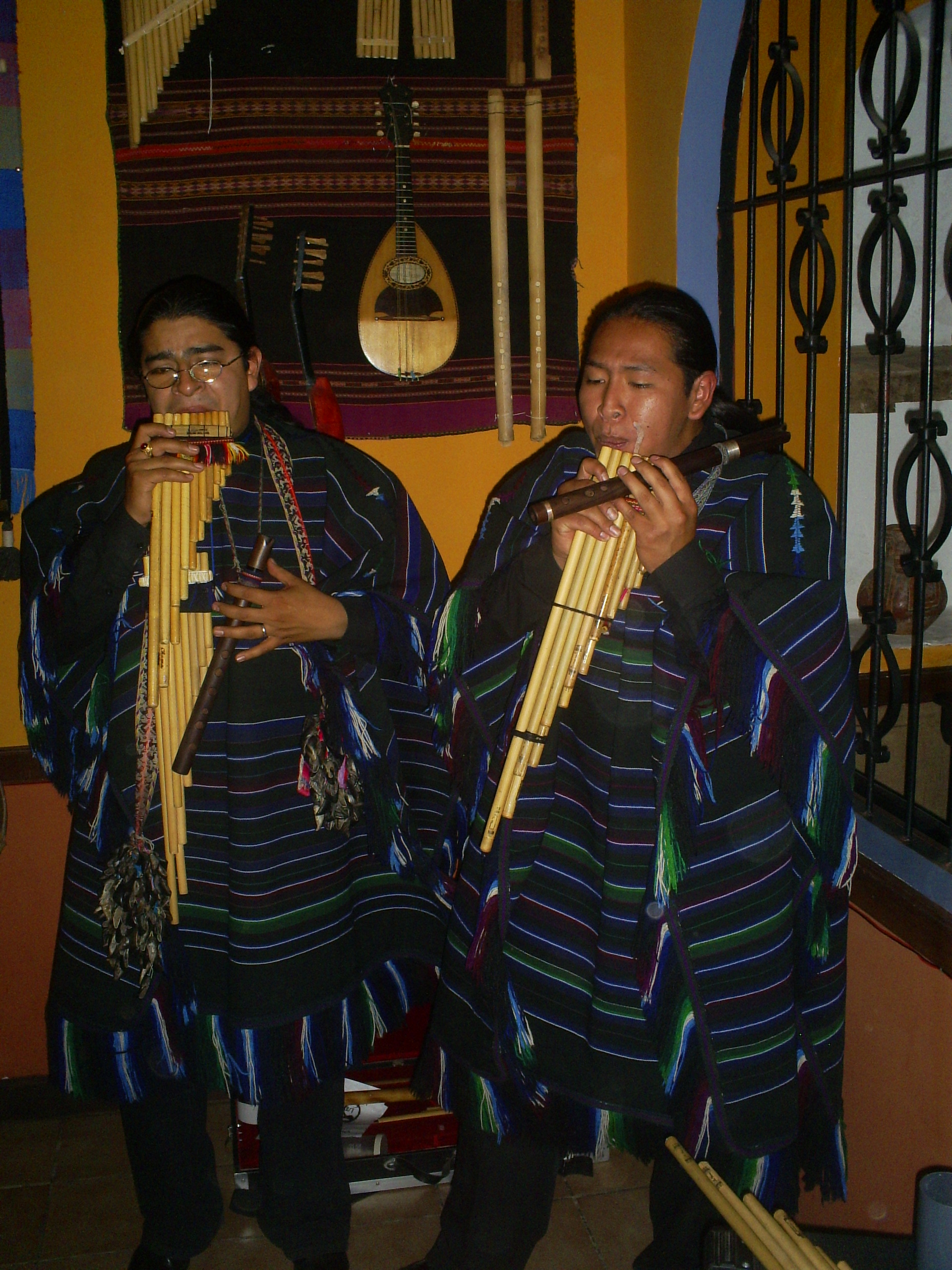
Indigene Bolivianer beim Spiel der siku

Siku, auch sicu, sico, ferner antara, ist eine Panflöte in den mittleren Anden, die in der andinen Musik vor allem auf der Hochebene des Altiplano und in den umgebenden Gebirgszügen von Bolivien und Peru gespielt wird. Die siku hat seit frühen Zeiten eine besondere Bedeutung für die dort ansässige Bevölkerung. Sikuri heißt der Spieler der siku und die dazugehörige traditionelle Musikform.

## Etymologie
Das Wort siku stammt aus dem Aymara, wird aber auch in einigen nahegelegenen quechuasprachigen Regionen verwandt. Außerdem findet man oft neben weiteren auch folgende Namen: phusa (Aymara), antara (Quechua), ayarachi, aarachi, ayarichi, ayrachi (Quechua/Aymara), phuku (Quechua), lakita (Aymara). Zampoña ist schließlich das spanische Wort für Hirtenflöte, welches die Conquistadoren auf dieses Instrument übertrugen.
Von siku ist die Alternativbezeichnung seku-seku (oder secusecu) für die Panflöte yoresóx mit sechs Pfeifen in zwei Reihen der Chiquitano abgeleitet, die im Osten Boliviens leben.

## Spielweise
Die traditionellen Panflöten um den Titikakasee werden grundsätzlich paarweise gespielt, das heißt, dass immer zwei Personen ein Instrument spielen. Bei der häufigeren Variante, die siku genannt wird, verteilen sich die Töne der Tonleiter abwechselnd auf die eine oder die andere Hälfte. Dies ermöglicht schnelle Wechsel und große Sprünge zwischen den einzelnen Flötenrohren. Eine verbreitete Stimmung ist folgende:
H – c – d – e – fis – g – a – h – c’ – d’ – e’ – fis’ – g’ – a’ – h’
Die Töne verteilen sich auf zwei Reihen, welche ira (die Führende) und arka (die Folgende, zeigt vom Körper weg) genannt werden. Je nach Region werden die Flötenhälften auch jeweils als männlich oder weiblich angesehen. So sieht der Spieler von oben auf sein Instrument:
- Arka:   (h’) – (g’) –  (e’) – (c’) – (a) – (fis) – (d) – (H)
- Ira:          (a’) – (fis’) – (d’) – (h) – (g)  –  (e) – (c)

Die hier gezeigte Stimmung in e-Moll einer Zampoña Malta mit 15 Rohren ist typisch, aber nur eine von vielen. Das Verhältnis der Töne zueinander ändert sich kaum, oft entsprechen andere Stimmungen zum Beispiel h-Moll oder d-Moll diesem Verhältnis. Es gibt aber auch pentatonisch gestimmte Panflöten oder sogar hexatonisch, das heißt nur mit Ganztonschritten, was für europäische Ohren „schief“ klingt. Der Tonumfang der Siku umfasst in den verschiedenen Größen nahezu alle möglichen Tonlagen, so dass für das kürzeste Rohr 2 cm, für das längste dagegen 1,50 m angegeben wird. Bestimmte Tänze werden dagegen mit ungeteilten Instrumenten begleitet, mit bis zu 17 Rohren. Dennoch ergänzen sich die Flöten durch die Spieltechnik paarweise, da auch hier die Töne abwechselnd von der einen und der anderen Flöte erklingen.
Insgesamt fällt auf, dass selbst bei den 17-rohrigen Instrumenten Glissandi sehr selten gespielt werden und sie scheinbar eher zufällig vorkommen, im Gegensatz etwa zu europäischer Panflötenmusik. Eine weitere Besonderheit der Siku sind die besonders in der traditionellen Musik verwendeten Resonanzrohre, die hinter den gespielten Rohren (aus Bambus) angebracht sind und entweder etwa halb so lang sind wie die Ersteren oder aber genauso lang, jedoch unten offen. Sie klingen somit mehr oder weniger eine Oktave höher und produzieren einen volleren, oft auch obertonreichen Klang. Der obertonreiche Klang entspricht dabei den andinen Vorstellungen musikalischer Ästhetik.